# Conselheiro Mata
Conselheiro Mata é um distrito do município brasileiro de Diamantina, no interior do estado de Minas Gerais. Segundo o censo demográfico de 2022, realizado pelo Instituto Brasileiro de Geografia e Estatística (IBGE), sua população era de 685 habitantes e havia 252 domicílios particulares permanentes ocupados. Possui área de 579,76 km² conforme a Fundação João Pinheiro (FJP).
De acordo com o IBGE, em 2010 a população era de 819 habitantes e havia 345 domicílios particulares.
Foi criado pelo decreto nº 52 de 6 de maio de 1890, então com o nome de Riacho das Varas. Passou a se chamar Conselheiro Mata pela lei estadual nº 540 de 3 de setembro de 1912.